# Dragonheart
Dragonheart ist ein Mittelalter-Fantasyfilm des Regisseurs Rob Cohen aus dem Jahr 1996 mit Dennis Quaid und David Thewlis in den Hauptrollen. Der Film startete am 21. November 1996 in den deutschen Kinos.

## Handlung
Im Jahr 984 trainiert der Ritter Bowen den jungen Prinzen Einon im Schwertkampf und lehrt ihn die Tugenden der Ritterlichkeit, welche im alten Schwur formuliert sind. Kurze Zeit später führt Einons Vater, der tyrannische König Freyne, eine Strafexpedition gegen ein Dorf aufständischer Bauern und gerät dabei, als er selbst die Häuser der Bauern anzündet, in einen Hinterhalt. Er wird von den aufständischen Bauern tödlich verletzt; noch bevor er stirbt, reißt sein Sohn, der ihm zur Hilfe eilen wollte und den Vorgang aus einem Versteck heraus beobachtete, die Krone an sich. Ein Bauernmädchen stößt mit Einon zusammen; dieser fällt in einen angespitzten Pfahl und wird dadurch lebensgefährlich am Herzen verletzt.
Der lebensgefährlich verletzte junge König wird von seiner Mutter, Königin Aislinn, Anhängerin des Drachenkults, in eine Drachenhöhle gebracht, wo ein Drache das Leben Einons rettet, indem er ihm die Hälfte seines Herzens spendet. Dieses Opfer bringt der Drache erst, nachdem Bowen die Tugend seines Schülers versichert. Einon selbst muss einen Schwur leisten.
Einon wird jedoch – entgegen seinem geleisteten Schwur – ein noch grausamerer Tyrann als sein Vater. Eine Burgruine, die ursprünglich noch von den Römern gebaut worden war, will er als ein erstes Unternehmen wieder aufbauen, ihr Glanz soll das ursprüngliche Vorbild dabei noch übertreffen. Dazu werden aber, wie man ihm sagt, sehr viele Leute benötigt werden. Einon lässt daraufhin die Bauern des besiegten Dorfes dort Fronarbeit leisten, um den Bau voranzubringen. Bowen verlässt angesichts der Entwicklung Einon. Da er den jungen König anders kennt, glaubt er nun fest daran, dass der Drache den Jungen verhext hat und schwört, diesen dafür zu töten.
Jahre später bereist der Mönch Gilbert von Glockenspur das Königreich und trifft auf Bowen, welcher sein Geld als Drachentöter verdient. Gilbert, auf der Suche nach Stoff für ein Heldenepos, schließt sich Bowen an, in dem er seine Hauptfigur gefunden zu haben glaubt, als er sieht, wie dieser einen Drachen erschlägt.
Der nächste Drache, den Bowen töten will, erweist sich jedoch als ebenbürtiger Gegner. Es kommt zu einem Patt, als Bowen – gefangen im Maul des Drachen – sein Schwert so positioniert, dass der Drache beim Zubeißen auch sich selbst töten würde. Nach einem langen Gespräch, in dem sich herausstellt, dass es sich um den letzten lebenden Drachen handelt, kommen sie überein, einen Waffenstillstand zu schließen. Der Drache sieht wenig Sinn im Kampf, da, wenn er siegt, bald den nächsten Drachentöter am Hals haben würde, während Bowen, wenn er ihn erschlägt, arbeitslos sein würde. Sie einigen sich schließlich auf ein Zweckbündnis: Bowen „besiegt“ den Drachen in Schaukämpfen und kassiert die Prämie für den „getöteten“ Drachen vom Volk bzw. dessen Lehnsherrn, lässt ihn aber am Leben. Gilbert arbeitet weiter an seiner Dichtung über Bowen und Draco – ohne zu wissen, wie der letzte Kampf, von dem er nur den Anfang beobachten konnte, ausgegangen ist, und ohne etwas von dieser Übereinkunft zu wissen.
Im Gespräch zwischen Bowen und dem Drachen wird dem Zuschauer durch eine parallel gezeigte Handlung klar, dass das halbe Herz des Drachen Einon mit diesem verbindet, aber der Drache gibt sich Bowen nicht als Spender des halben Herzens zu erkennen. Außerdem erhält der Drache, dessen wahren Namen kein Mensch aussprechen kann, von Bowen den Namen „Draco“, nach dem lateinischen Namen des Sternbilds Drache.
Nach einiger Zeit trifft Bowen auf Kara, das Mädchen aus der Vorgeschichte, welches inzwischen zu einer attraktiven Frau herangewachsen ist. Kara will Bowen überreden, einen Aufstand gegen seinen ehemaligen Schüler anzuzetteln, was dieser jedoch kategorisch ablehnt. Nach einem misslungenen Schaukampf fliegt Draco mit Bowen, Kara und dem während des Schaukampfes dazukommenden Gilbert nach Avalon. Im Regen hört Bowen König Artus’ Stimme den alten Schwur rezitieren, und ihm werden seine Ideale wieder bewusst. Draco gibt sich als der Drache zu erkennen, der Einons Leben rettete. Sein Motiv war es, das Versprechen der Drachen, sich um die Menschen zu kümmern, zu erneuern, um damit den Bund zwischen den Menschen und den Drachen herzustellen und durch diese gute Tat nach seinem Tod in das Sternbild des Drachen zu gelangen, dessen Sterne die Seelen gestorbener Drachen sind. Wegen Einons Bosheit ist ihm dies jedoch nun verwehrt. Nachdem er den Schwur an Artus’ Grab wiederholt hat, ist Bowen bereit, gegen Einon in den Krieg zu ziehen, und beginnt – zurück im Königreich Einons – Bauern zu Partisanen auszubilden, wobei Draco als Wunderwaffe ihnen psychischen (und militärischen) Rückhalt gibt und den König samt Streitmacht aus der Burg jagt.
Im folgenden Konflikt verwunden die Rebellen Einon tödlich, dieser zieht jedoch den Pfeil aus der Wunde und lebt weiter, wohingegen Draco schwer verwundet vom Himmel fällt und in Gefangenschaft gerät. Einon erkennt, dass sein Leben mit dem des Drachen zusammenhängt, und lässt diesen in Gefangenschaft am Leben erhalten, um so unsterblich zu sein. Königin Aislinn wird bei dem Versuch, den Drachen zu töten, von Einon ertappt und ermordet. Bowen kann Einon besiegen, jedoch kann er ihn nicht töten, solange Draco lebt. Draco versucht, Bowen zu überreden, ihn zu töten, damit auch Einon und das Böse in ihm sterblich wird. Der Ritter weigert sich hartnäckig, erst beim Angriff von Einon ist er dazu bereit. Mit dem Drachen stirbt auch Einon.
Durch sein Opfer wird Dracos Seele vor den Augen Bowens, Karas und Gilberts in den Sternenhimmel aufgenommen. Gilbert von Glockenspur erzählt rückblickend, dass Bowen und Kara gemeinsam weise und gerecht über das Land herrschten, es wahrlich goldene Jahre waren, und wenn einmal doch Not herrschte, das Sternbild des Drachens den Menschen besonders hell leuchtete.

## Synchronisation
Die deutschsprachige Synchronisation entstand bei der Berliner Synchron unter der Dialogregie von Tobias Meister, der auch das Dialogbuch verfasste.
| Rolle                   | Darsteller         | Synchronsprecher   |
| ----------------------- | ------------------ | ------------------ |
| Bowen                   | Dennis Quaid       | Thomas Danneberg   |
| König Einon             | David Thewlis      | Stefan Krause      |
| Gilbert von Glockenspur | Pete Postlethwaite | Norbert Gescher    |
| Kara                    | Dina Meyer         | Daniela Hoffmann   |
| Lord Felton             | Jason Isaacs       | Tobias Meister     |
| Prinz Einon             | Lee Oakes          | Dennis Schmidt-Foß |
| Königin Aislinn         | Julie Christie     | Rita Engelmann     |
| König Freyne            | Peter Hric         | Jan Spitzer        |
| Hewe                    | Wolf Christian     | Stefan Fredrich    |
| Brok                    | Brian Thompson     | Wolfgang Kühne     |
| Redbeard                | Terry O’Neill      | Thomas Nero Wolff  |
| Draco (Stimme)          | Sean Connery       | Mario Adorf        |

## Hintergrund
Die Dreharbeiten fanden von Juli bis November 1994 vor allem in der Slowakei statt, u. a. in den Filmstudios Koliba.
Die zu Beginn des Films gezeigte Burgruine ist die Burg Čachtice. Die im Laufe des Films wieder aufgebaute Burg ist die Burgruine Strečno.
Sean Connery hat nicht nur Draco seine Stimme geliehen, auch die Mimik des computeranimierten Drachen wurde von Connerys Gesicht übertragen. Im Deutschen synchronisierte Mario Adorf Draco.
In der deutschen Fassung wird der Begriff „Drache“ mit „Drachen“ verwechselt.
Für die DVD- und Bluray-Version wurde die Rolle des Draco neu synchronisiert. Der Sprecher war wieder Mario Adorf, jedoch klingt die Stimme viel dumpfer und ist teilweise kaum zu verstehen, was kritisiert wurde.
2022 erschien eine remasterte Version mit umfangreichem Bonusmaterial und dem Original Kinosound.

## Kritik
„Ein stimmungsvoller Ritterfilm und zugleich die glückliche Wiederbelebung des Fantasy-Genres mit moderner Computeranimation und einer guten Portion Selbstironie.“

## Auszeichnungen
- 1997 gewann der Film den Saturn Award in der Kategorie Bester Fantasyfilm. In den Kategorien Bestes Kostüm, Beste Musik und Beste Spezialeffekte erhielt er je eine Nominierung.
- 1997 war der Film in der Kategorie Beste Spezialeffekte für den Oscar nominiert.
- Die Deutsche Film- und Medienbewertung (FBW) verlieh dem Film das Prädikat „wertvoll“.[6]